# Gryon rubriscapus
Gryon rubriscapus är en stekelart som först beskrevs av Alan Parkhurst Dodd 1915.  Gryon rubriscapus ingår i släktet Gryon och familjen Scelionidae. Inga underarter finns listade i Catalogue of Life.